# کابو روخو، پورتوریکو
کابو روخو (به انگلیسی: Cabo Rojo) یک منطقهٔ مسکونی در ایالات متحده آمریکا است که در پورتوریکو واقع شده‌است.
 کابو روخو  ۵۰٬۹۱۷ نفر جمعیت دارد.